# Dimitri Coutya
Dimitri Coutya (né le 7 octobre 1997 à Londres) est un escrimeur handisport britannique.
Il évolue à l'épée et au fleuret. Il a reçu plusieurs médailles aux Jeux paralympiques.

## Palmarès
- Jeux paralympiques
  -  Médaille d'or à l'épée individuelle (B) aux Jeux paralympiques de 2024 à Paris
  -  Médaille d'or au fleuret individuel (B) aux Jeux paralympiques de 2024 à Paris
  -  Médaille d'argent au fleuret par équipe aux Jeux paralympiques de 2024 à Paris
  -  Médaille d'argent au fleuret par équipe aux Jeux paralympiques de 2020 à Tokyo
  -  Médaille de bronze à l'épée par équipe aux Jeux paralympiques de 2024 à Paris
  -  Médaille de bronze à l'épée par équipe aux Jeux paralympiques de 2020 à Tokyo
  -  Médaille de bronze au fleuret individuel (B) aux Jeux paralympiques de 2020 à Tokyo
  -  Médaille de bronze à l'épée individuelle (B) aux Jeux paralympiques de 2020 à Tokyo